# Pablo Enrique Penchaszadeh
Pablo Enrique Penchaszadeh (n. 1944) es un zoólogo argentino especializado en Malacología, en especial en biología de moluscos marinos. Posee un doctorado en Ciencias Biológicas por la Universidad de Buenos Aires. Amplió su formación como biólogo marino en Universidades de Dinamarca, Francia y Estados Unidos.
Formó parte del ex Instituto Interuniversitario de Biología Marina de Mar del Plata, como becario Consejo Nacional de Investigaciones Científicas y Tecnológicas de Argentina (CONICET) en 1966. Fue Profesor en la Universidad Simón Bolívar en Caracas, Venezuela, donde dirigió el Departamento de Estudios Ambientales y el Instituto de Tecnología y Ciencias Marinas, y de las universidades República (Uruguay), Quebec (Canadá), de Buenos Aires, y de Mar del Plata (Argentina).
Es investigador superior del Consejo Nacional de Investigaciones Científicas y Tecnológicas (CONICET) y dirige el Laboratorio de Ecosistemas Costeros-Malacología en el Museo Argentino de Ciencias Naturales en Buenos Aires.
Es autor de unos 190 artículos científicos en revistas internacionales, libros y atlas ambientales. Es miembro honorario de la Asociación Argentina de Malacología.
En 2025 se embarcó en el R/V Falkor Too en una campaña de investigación oceanográfica frente a las costas de Mar del Plata, Buenos Aires, Argentina, junto a un equipo de investigadores de CONICET. En esta ocasión su rol es como artista a bordo. 

## Honores
Ha recibido numerosos premios por su actividad de investigación  y por la divulgación científica, como el de Caballero de las Palmas Académicas de la República de Francia. Es miembro del Comité Editorial de la revista Ciencia Hoy.[cita requerida]
Además, Penchaszadeh se convirtió en el primer sudamericano en recibir el premio Carlo Heip.